# Jesus on Extasy
Jesus on Extasy – niemiecki zespół muzyczny grający rock alternatywny.
Odbył trasę koncertową z Letzte Instanz, Entwine oraz Dope Stars Inc. Pracował również z niemieckim KMFDM i supportował austriacki L’Âme Immortelle. 10 maja 2008 pojawili się na Wave Gotik Treffen, a 14 sierpnia zagrał na festiwalu Summer Breeze Open Air.

## Muzycy
Obecnie zespół tworzą:
- Chai (gitara, syntezatory, sample, programowanie, wokal)
- Manja Wagner(wokal)
- Chris (bas, wokal)
- Dino (perkusja)

Byli członkowie:
- Alicia Vayne (gitara)
- Ivy (bas)
- Dorian Deveraux (wokal, gitara, instrumenty klawiszowe, sampling)
- BJ (bas)
- Ophelia Dax (syntezatory)

## Dyskografia
- 2007 – Holy beauty
- 2007 – Assassinate Me
- 2008 – Beloved enemy (EP)
- 2010 – No Gods
- 2011 – The Clock